# Світловий рік

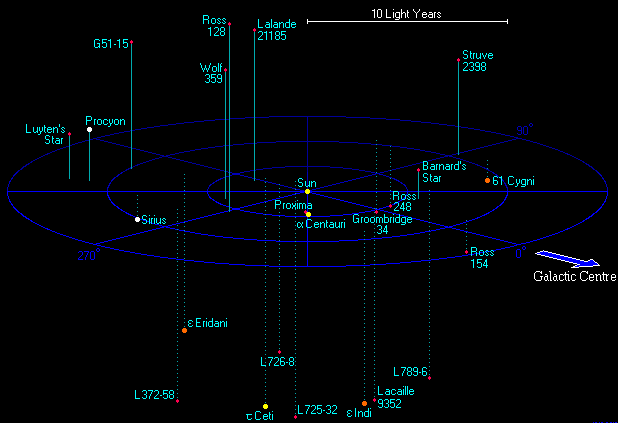
На відстані 12,5 світлових років від Сонця знайдено 33 зорі

Світлови́й рік (св. р., ly) — позасистемна одиниця вимірювання довжини, що дорівнює відстані, яку світло долає за один рік.
Згідно з рекомендаціями Міжнародного астрономічного союзу як чисельне значення року, якщо не вказано інше, застосовується юліанський рік. Оскільки швидкість світла у вакуумі становить 299 792 458 м/с, а юліанський рік становить 31 557 600 секунд (365,25×24×60×60), то світловий рік становить 9 460 730 472 580 800 м ≈ 9,46·1015 м.
Нарівні з парсеком світловий рік широко застосовується в астрономії для вимірювання відстаней у міжзоряних і міжгалактичних масштабах. Згідно з міжнародними угодами його дозволено застосовувати для вимірювання фізичних величин нарівні з основними одиницями довжини Міжнародної системи одиниць.

## Історія

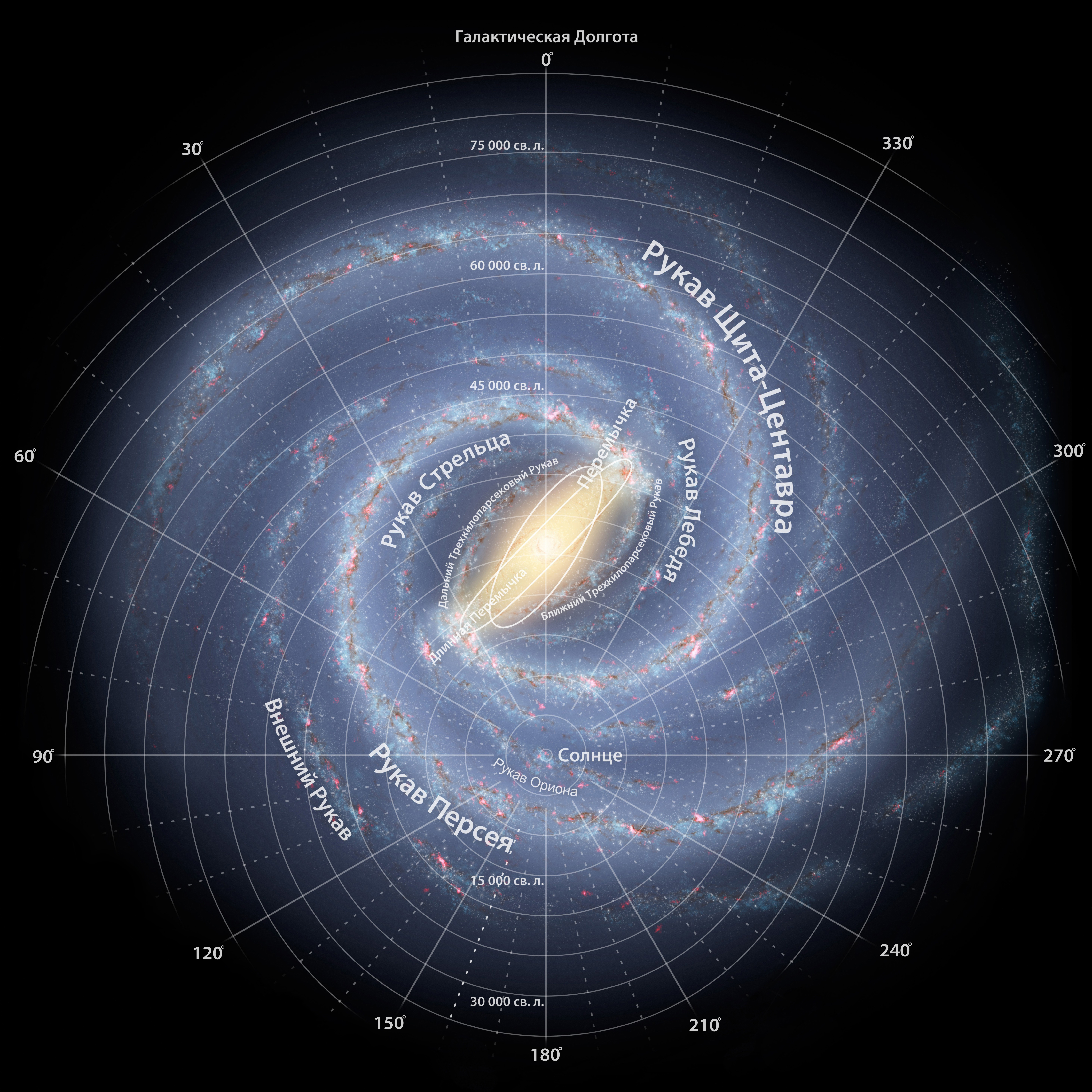
Галактичні масштаби відстаней

Перші досліди з вимірювання швидкості світла провів Галілео Галілей 1638 року. Його експеримент полягав у тому, що дослідник спрямовував світло на вершину сусідньої гори, де перебував його помічник. Помічник, побачивши спалах, своєю чергою спрямовував світло назад, до свого колеги, який і вимірював час. Галілей дійшов висновку, що світло долає відстань у кілька кілометрів практично миттєво.
До 1676 р. більшість учених уважали, що світло миттєво долає будь-яку відстань. Проте данський фізик Оле Ремер першим довів, що світло має скінченну швидкість.
1671 року, Ремер почав спостерігати за супутниками Юпітера і вирішив вимірювати час зникнення одного з супутників за Юпітером (зокрема, Io) та його появу з іншого боку. Зібравши дані протягом кількох років спостережень, він визначив, що коли Земля була у сполученні з Юпітером, затемнення запізнювалися на 22 хвилини у порівнянні з їх настанням у протистоянні. Ремер пояснив запізнення тим, що в першому випадку світло має здолати додаткову відстань, яка дорівнює діаметру земної орбіти, проте до його розрахунків поставилися скептично.
Розрахована Ремером швидкість світла становила 135 000 км/сек, що менше половини швидкості, яка визначена наразі. Основною причиною була помилка у визначенні розміру земної орбіти. Якщо діаметр земної орбіти, який ми знаємо сьогодні, поєднати з даними Ремера, ми б отримали значення 241 000 км/сек, що значно ближче до справжньої швидкості.
До 1729 року значна частина астрономічної спільноти остаточно переконалася, що світло має скінченну швидкість. Англійський астроном Джеймс Бредлі опублікував дослідження, яке доводило, що явище аберації світла зумовлено саме його скінченою швидкістю.
Світловий рік як одиницю вимірювання відстані першим застосував німецький астроном Фрідріх-Вільгельм Бессель. 1838 року він визначив відстань до подвійної зорі 61 Лебедя як 10,3 світлових років (поточне значення — 11,36±0,06 світлових років).
З 1963 до 1984 року для визначення світлового року застосовувався тропічний рік, а не юліанський як нині. Тропічний рік дещо відрізняється від юліанського, різниця між ними становить близько 0,002 % (≈365,2422 діб проти 365,25). Однак світловий рік не застосовується для вимірювань високої точності, тому практичної різниці між ними немає.

## Приклади відстаней у світлових роках
Найближча до Сонця зоря, Проксима Центавра, перебуває на відстані близько 4,3 світлового року. Діаметр нашої Галактики — близько 100 000 світлових років. Відстань між галактиками — близько десятків мільйонів світлових років. Розміри Видимого Всесвіту — близько 13,7±0,12 млрд світлових років.
Зв'язок з іншими одиницями:
- 1 св. р. ≈ 63 240 а. о. ≈ 0,3066 пк
- 1 а. о. ≈ 500 світлових секунд

## Світловий рік у масштабі
Якщо подати світловий рік у масштабі одного міліметра, космічні відстані виглядатимуть так: Найближча до нашої Сонячної системи зоря — Альфа Центавра — перебуватиме на відстані 4,3 міліметра. Чумацький Шлях матиме близько 100 метрів у діаметрі, а відстань до найближчої галактики — Андромеди — становитиме приблизно 2,5 кілометра. Весь видимий Всесвіт у такому масштабі вміщуватиметься в земну кулю (трохи більше 13 тис. км у поперечнику)[джерело?].